# بارنزلي الشرقية وميكبورووغ (دائرة انتخابية في المملكة المتحدة)
بارنزلي الشرقية وميكبورووغ  (بالإنجليزية: Barnsley East and Mexborough)‏ هي إحدى الدوائر الانتخابية في المملكة المتحدة الممثلة في مجلس العموم في برلمان المملكة المتحدة.
عضو البرلمان الذي يمثلها حالياً هو :Jeff Ennis (Lab).